# Laguna Los Morros
La laguna Los Morros es un cuerpo de agua artificial en Chile. Se ubica a 25 km al sur de Santiago, en la comuna de San Bernardo, en la Región Metropolitana, y tiene una superficie de unos 120 mil metros cuadrados. 
Fue construida en 1995 en terrenos de propiedad de Waldo Miranda, padre de los deportistas Felipe, Rodrigo y Tiare Miranda, para la práctica de esquí acuático. En la laguna funciona la escuela deportiva de la familia Miranda, y cuenta también con un sistema de cableado especial para la práctica de wakeboarding, una tienda, cafetería, y un centro de eventos.
La laguna Los Morros fue sede del Campeonato Mundial de Esquí Náutico de 2013, de los Juegos Suramericanos de 2014, y es sede de los Juegos Panamericanos de 2023, albergando las competencias de esquí acuático y de natación en aguas abiertas.